# L'Ombre de la vengeance
Pour plus de détails, voir Fiche technique et Distribution.
L'Ombre de la vengeance (titre original : Die Schatten, die dich holen, "Les Ombres qui te suivent") est un téléfilm autrichien réalisé par Robert Dornhelm, diffusé en 2011.

## Synopsis
Vera Schlink est une gestionnaire de fonds talentueuse à Vienne. Elle est mariée depuis dix ans à Hannes, le couple a une fille. Elle fait la connaissance de sa nouvelle voisine Meli, qui cherche un poste de secrétaire.
C’est alors qu'arrive Alex, un ancien proxénète, pour qui Vera fut prostituée à Hambourg il y a douze ans. Il menace de révéler son passé à son mari et sa société si elle ne répond pas à ses exigences. À l'époque, Alex et son comparse Carlo ont assassiné le grand ami de Vera à qui ils avaient emprunté de l'argent. Vera, témoin de la scène, les avait dénoncés.
Vera croit d'abord pouvoir s'en débarrasser en lui donnant 100 000 euros, mais il revient le lendemain dans le bureau de Hannes pour les mettre en investissement. Alex se lie d'amitié avec Hannes et devient son partenaire d'affaires afin de gagner une place respectable dans la société. Avec des photos et des vidéos, il continue à faire du chantage à Vera. À cause du comportement de Vera, Hannes se méfie et pense qu'elle a une liaison avec Alex. Vera se confie à Meli. Après qu'Alex s'est jeté sur Vera dans les toilettes, ce que Hannes croit pour avoir un rapport sexuel, Vera avoue son passé à son mari. Hannes convoque Alex, mais celui-ci le roue de coups et l'envoie à l'hôpital.
Meli continue à penser qu'il faut tuer Alex et se porte candidate à le faire si elle lui verse un million. Tandis que Vera manigance un blanchiment d'argent avec Alex, Hannes étant à l'hôpital, Meli s'occupe de la fille de Vera. Mais lors de la remise d'argent, Meli apparaît camouflée, tire sur Alex, assomme Vera et laisse son arme dans sa main. Mais la valise est en fait vide. Par conséquent, Meli demande le million à Vera pour lui rendre sa fille. Elle lui explique que Carlo était son père. Elle est sûre que son père est innocent, qu'Alex est le seul meurtrier et qu'elle veut se venger de Vera pour son témoignage auquel elle ne croit pas. Mais après avoir convenu de l'argent, la dispute entre Meli et Vera s'envenime. Meli fonce avec la voiture familiale dans laquelle se trouve la fillette, vers un canal. Alors que Meli coule, Hannes parvient à sauver sa fille.

## Fiche technique
- Titre : L'Ombre de la vengeance
- Titre original : Die Schatten, die dich holen
- Réalisation : Robert Dornhelm assisté d'Irene Iversen
- Scénario : Uli Brée
- Musique : Roman Kariolou
- Direction artistique : Tommy Vögel
- Costumes : Michaela Kovacs
- Photographie : Martin Gschlacht
- Son : Moritz Fritsch
- Montage : Ingrid Koller (de)
- Production : Danny Krausz, Kurt Stocker
- Sociétés de production : Dor Film pour l'ÖRF et la SWR
- Société de distribution : Alive Vertrieb und Marketing
- Pays d'origine :  Autriche
- Langue : allemand
- Format : Couleurs - Dolby
- Genre : Thriller
- Durée : 87 minutes
- Dates de première diffusion :
  -  Autriche : 23 novembre 2011 sur ÖRF.
  -  France : 25 mai 2012 sur M6[1]

## Distribution
- Aglaia Szyszkowitz: Vera
- André Hennicke: Alex / "Kurt"
- Mavie Hörbiger: Meli
- Bernhard Schir: Hannes

## Source de traduction
- (de) Cet article est partiellement ou en totalité issu de l’article de Wikipédia en allemand intitulé « Die Schatten, die dich holen » (voir la liste des auteurs).